# Maria Strońska (nauczycielka)
Maria Korniłłowicz-Strońska (ur. 1895 w Aleksjinie, gubernia tobolska, zm. ok. 13 lutego 1944 w Auschwitz-Birkenau) – polska działaczka niepodległościowa, nauczycielka.

## Życiorys
Była córką Witolda Korniłłowicza rejenta w Radzyminie i Izabeli z Moszczyńskich.
W 1912 ukończyła Gimnazjum Żeńskie Jadwigi Kowalczykówny i Jadwigi Jawurkówny w Warszawie. Wraz z Hanną Rzepecką, Ireną Sienkiewiczówną i Heleną Mereck założyła w szkole kółko „kształcenia się wojskowego i nawiązania łączności z organizacjami niepodległościowymi w Galicji”. Po powrocie, latem 1912, ze zjazdu młodzieży w Krakowie uczestniczyła w tworzeniu warszawskiej Sekcji Żeńskiej Związku Strzeleckiego. W 1913 wyjechała do Krakowa gdzie rozpoczęła studia na Uniwersytecie Jagiellońskim w Studium Rolniczym. Na początku 1914 przeniosła się na Wydział Filozoficzny, gdzie studiowała literaturę i historię.

### I wojna światowa
Po wybuchu I wojny światowej służyła w służbie wywiadowczej kobiet pod dowództwem porucznika Rajmunda Jaworowskiego komendanta oddziału wywiadowczego 1 pułku piechoty Legionów Polskich. Od października 1914 w składzie radomskiej ekspozytury. Odbyła kilka podroży kurierskich, w czasie których przekraczała front niemiecko-rosyjski i austriacko-rosyjski. Od zimy do wiosny 1915 kierowała pracami Sekcji Wywiadowczej Oddziału Żeńskiego Polskiej Organizacji Wojskowej w Wilnie. Po rozwiązaniu, w sierpniu 1915, przebywała w Piotrkowie Trybunalskim. Po ponownym włączeniu kobiet w październiku do współpracy z POW objęła pod koniec roku dowództwo Poczty Etapów Naczelnej Komendy POW. Po tzw. kryzysie przysięgowym odwiedzała w 1917 oficerów legionowych internowanych w Beniaminowie, dostarczając wiadomości do wydawanego przez Romana Starzyńskiego „Biuletynu Beniaminowskiego”. Następnie powróciła do Krakowa i roku akademickim 1917/18 wznowiła studia na Wydziale Filozoficzny UJ. Po utworzeniu w lutym 1918 Oddziału Żeńskiego Komendy Naczelnej nr 2 POW w Krakowie została komendantką sekcji wywiadu i kontrwywiadu. Dowodziła Oddziałem Żeńskim w przygotowaniach do zbrojnego wystąpienia w Krakowie. Oddział rozwiązano 4 listopada po pokojowym przejęciu miasta 31 października 1918.

### Okres międzywojenny
W 1920 wyszła za mąż za Zdzisława Strońskiego. W roku akademickim 1921/22 ukończyła studia na Uniwersytecie Jagiellońskim.
Pracowała jako nauczycielka języka polskiego i historii w Gimnazjum Żeńskim im. Adama Mickiewicza we Lwowie. Następnie była dyrektorką Gimnazjum i Liceum w Stanisławowie, gdzie była też przewodniczącą koła Przysposobienia Wojskowego Kobiet. W 1936 przeniosła się do Warszawy. Pracowała jako nauczycielka języka polskiego w X. Państwowym Gimnazjum i Liceum Żeńskim im. Królowej Jadwigi.

### II wojna światowa
Po wybuchu wojny włączyła się w działalność konspiracyjną. Od początku była członkiem Służby Zwycięstwu Polski. Objęła kierownictwo wewnętrznej sieci łączności konspiracyjnej – najpierw Wydziału Ogólnego, a następnie Wydziału Łączności Wewnętrznej – Oddziału II (wywiadowczego) Dowództwa Głównego SZP, a następnie Komendy Głównej Armii Krajowej. Prowadziła również sekretariat szefa Oddziału II ppłk. Wacława Berki ps. Brodowicz.
Aresztowana przypadkowo w drodze do Wilna w nocy 22 na 23 września 1943 jako Maria Sadowska. Nierozpoznana została osadzona na Pawiaku gdzie spotkała się z również aresztowaną córką Anną. Wywieziona 5 października 1943 do obozu koncentracyjnego Auschwitz-Birkenau (numer obozowy 64481), gdzie zmarła ok. 13 lutego 1944. Pośmiertnie awansowana do stopnia majora.

## Ordery i odznaczenia
- Krzyż Srebrny Orderu Virtuti Militari (1922)
- Krzyż Niepodległości z Mieczami (7 lipca 1931)[4]
- Krzyż Walecznych (dwukrotnie 1922, pośmiertnie 1949)
- Złoty Krzyż Zasługi z Mieczami (pośmiertnie)
- Srebrny Wawrzyn Akademicki (5 listopada 1935)[5]
- Odznaka „Za wierną służbę” (1917)